# Ritter- und Landschaft (Lauenburg)

Wappen des Herzogtums Sachsen-Lauenburg

Die Ritter- und Landschaft des Herzogtums Lauenburg waren die Landstände im Herzogtum Sachsen-Lauenburg.

## Geschichte

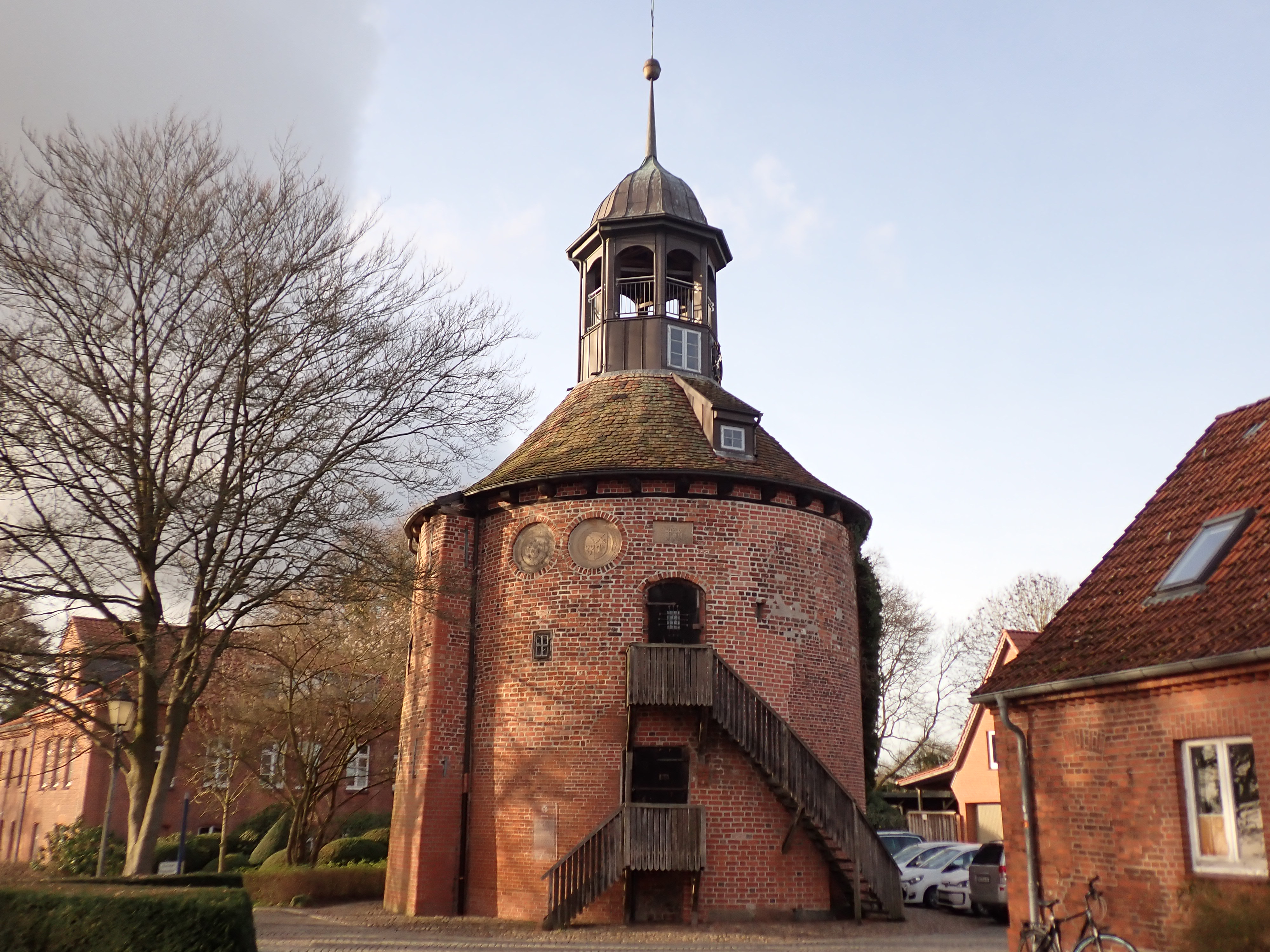
Turm des Lauenburger Schlosses

Seit dem ausgehenden Mittelalter bestanden in Lauenburg Landstände mit einer Ritterschaft. Zu den ältesten Familien des Landes, die bereits unter den Sachsenherzögen Heinrich dem Löwen und Albrecht dem Bären um 1150–60 als Lokatoren eingewandert waren, zählten die Wackerbarth, Schack und Scharpenberg. Ebenso wie die heutigen Kreise Plön, Ostholstein und die Gegend um Lübeck war auch Lauenburg im 12. Jahrhundert noch von den westslawischen Stämmen der Abodriten dünn besiedelt, namentlich von den Teilstämmen der Wagrier und Polaben. Deutsche Ritter gründeten dort als Lokatoren im Rahmen der hochmittelalterlichen Ostsiedlung neue Bauerndörfer für Einwanderer vor allem aus Westfalen und Niedersachsen, unter der Anführung von Heinrich von Badewide (im Lauenburgischen) und Adolf von Schauenburg (im Ostholsteinischen). Die Lokatoren selbst gründeten auf ihren eigenen Flächen Güter, die später die Rittergüter bildeten.
Das Herzogtum Sachsen-Lauenburg (das Gebiet etwa des heutigen Kreises Herzogtum Lauenburg) wurde von 1296 bis 1689 von einer eigenen Dynastie regiert, einer Linie der Askanier, deren andere Linien in der Mark Brandenburg und in Anhalt regierten. Um 1350 schlossen die Landesherzöge ein Landfriedensbündnis mit Lübeck und Hamburg gegen den aufsässigen und räuberischen Adel. Zahlreiche befestigte Adelssitze wurden zerstört.
Die Landstände erhielten ihre institutionalisierte Form unter Franz II. Dieser war 1581 auf die Unterstützung der Ritter- und Landschaft angewiesen, um die Regierung zu übernehmen. 1585 wurde der Vertrag über die Adelsvereinigung abgeschlossen, in dem die Herrschaft und Erbfolge Franz II., die Unteilbarkeit des Herzogtums und die Anerkennung der Privilegien der Stände festgeschrieben wurden. Dazu gehörte auch die Überwachung der Einhaltung der Rechte durch einen Ausschuss aus 4 Ältesten und (für diese Zeit unüblich) das Selbstversammlungsrecht der Stände. Am 6. Januar 1586 traten auch die Städte Lauenburg, Mölln und Ratzeburg der Ewigen Union der Ritter- und Landschaft bei. Diese Union blieb bis zum Übergang an Preußen 1866 die Grundlage ständischer Mitwirkung. Die Ständevertretung trat in Büchen zusammen.
Auf dem Landtag traten die Besitzer landschaftsfähiger Rittergüter und der Städte zusammen. Der Landschaftliche Ausschuss bestand aus vier Landräten und einem Landsyndikus. Vorsitz des Landtags und des Ausschusses war der Erblandmarschall von Bülow auf Gudow.
Nach dem Aussterben der lauenburgischen Askanier kam es 1689 an die Welfen und wurde Teil der Personalunion des Kurfürstentums Hannover mit Großbritannien. Erst 1814 wurde es Bestandteil des Dänischen Gesamtstaates, zu dem auch Schleswig und Holstein gehörten, und kam 1865 unter preußische Herrschaft.
Die Rechte der Ritter- und Landschaft wurden auch im Landesrezess vom 15. September 1702 und nach dem Übergang an Dänemark in der sogenannten Versicherungsakte vom 6. Dezember 1815 durch König Friedrich VI. von Dänemark bestätigt. In der Franzosenzeit hatte die Ritter- und Landschaft keine Rolle.
1831 wurde die Bildung von vier dänischen Provinzialständen angeordnet. Die 1836 erstmals zusammengetretene Holsteinische Ständeversammlung war sowohl für Holstein als auch für Lauenburg zuständig. Die Rechte der Ritter- und Landschaft waren dadurch nicht berührt.

### Liste der Rittergüter
Die Zahl der Rittergüter im Herzogtum Lauenburg war klein. Es wurden zuletzt 20 Güter gezählt:
| Typ         | Gut                                 | Besitzer                                 |
| ----------- | ----------------------------------- | ---------------------------------------- |
| Lehngut     | Gudow mit Segrahn                   | von Bülow                                |
| Lehngut     | Gülzow mit Collow und Rosenthal     | von Kielmannsegge                        |
| Lehngut     | Wotersen und Lanken                 | von Bernstorff-Gyldensteen               |
| Lehngut     | Stintenburg mit Bernstorff          | von Bernstorff                           |
| Lehngut     | Müssen                              | von Bülow                                |
| Lehngut     | Basthorst                           | von Brusselle                            |
| Lehngut     | Kogel mit Sterley                   | von Wackerbarth bis 1850, dann von Bülow |
| Lehngut     | Seedorf und Zecher                  | von Witzendorf                           |
| Lehngut     | Culpin                              | von Schrader                             |
| Lehngut     | Niendorf an der Stecknitz           | Metzener                                 |
| Lehngut     | Thurow                              | Berkemeyer                               |
| Lehngut     | Dalldorf                            | von Borries                              |
| Lehngut     | Klein-Berkenthin                    | von Bülow                                |
| Allodialgut | Tüschenbek                          | von Hollen                               |
| Allodialgut | Bliesdorf                           | von Schrader                             |
| Allodialgut | Rondeshagen                         | von Schrader                             |
| Allodialgut | Schenkenberg mit Rothenhausen       | Wentorp                                  |
| Allodialgut | Kastorf                             | Stolterfoht                              |
| Allodialgut | Niendorf am Schaalsee mit Goldensee | Walcke-Schuldt                           |
| Allodialgut | Grinau                              | von Schrader                             |

## Ab 1853
Mit einem Patent vom 20. Dezember 1853 regelte Friedrich VII. von Dänemark die Zusammensetzung der Stände neu. Das Landratskollegium wurde auf den Erblandmarschall von Bülow und zwei Landräte, die auf Lebenszeit gewählt wurden, verkleinert. Die  Ständevertretung bestand nun aus 15 Abgeordneten. Jeweils 5 Mitglieder wurden von den Städten, 5 durch die Besitzer der landtagsfähigen Güter und 5 durch die Besitzer bäuerlicher Güter bestimmt. Die Magistrate der drei Städte wählten je einen Vertreter, die Bürgerschaft der Städte einen zweiten. Damit die Zahl 5 erreicht wurde, pausierte jeweils reihum eine Bürgerschaft. Die Wahl der Bürgerschaft unterlag einem Zensus: Nur Immobilienbesitzer mit einem Grundstückswert von mehr als 600 Talern oder eine Steuerpflicht bei Kommunalsteuern von 4 Talern waren wahlberechtigt. Bei den Besitzern der bäuerlichen Güter betrug der Zensus 12 Morgen. Vorsitzender des Landtags blieb der Erblandmarschall von Bülow auf Gudow.
Mit der Verordnung, betreff die Verfassung der dänischen Monarchie für deren gemeinschaftliche Angelegenheiten vom 26. Juli 1854 wurde der Dänische Reichsrat eingeführt. Das Verfassungsgesetz für gemeinschaftliche Angelegenheiten vom 2. Oktober 1855 bestätigte diese Regelungen. Einer der fünfzig Abgeordneten wurde von der Ritter- und Landschaft Lauenburg gewählt. Dies war Ernst Philipp Berckemeyer.

## Nach der dänischen Zeit
Nach der Niederlage Dänemarks im Deutsch-Dänischen Krieg fielen Lauenburg, Schleswig und Holstein aufgrund des Wiener Friedens am 30. Oktober 1864 unter gemeinsame Herrschaft Preußens und Österreichs. Mit der Gasteiner Konvention vom 14. August 1865 fiel Lauenburg an Preußen. Am 26. September 1865 huldigten die lauenburgischen Stände in der Ratzeburger St.-Petri-Kirche dem persönlich anwesenden König Wilhelm I. als ihrem  Herzog. Das Herzogtum war damit mit der preußischen Monarchie in Personalunion verbunden. Die Ritter- und Landschaft blieb weiter bestehen und wurde am 7. Dezember 1872 durch das Gesetz, betreffend der Übertragung der Verwaltung des Domanialvermögens auf den Landeskommunalverband zum Verwalter des Lauenburgischen Landeskommunalverbandes bestellt. Am 23. Juni 1876 stimmte die Ritter- und Landschaft dem Gesetz, betreffend die Vereinigung des Herzogthums Lauenburg mit der Preußischen Monarchie zu. „Das Herzogthum Lauenburg wird vom 1. Juli 1876 ab in Gemäßheit des Art. 2 der Verfassungsurkunde für den Preußischen Staat mit der Preußischen Monarchie für immer vereinigt“, lautet § 1.
1882 wurde im Kreis Herzogtum Lauenburg die Kreisordnung für die sechs östlichen Provinzen Preußens von 1872 eingeführt. Mit der Verordnung vom 24. August 1882, betreffend die Vertretung des Lauenburgischen Landeskommunalverbandes wurde die Ritter- und Landschaft des Herzogtums Lauenburg mit Wirkung vom 1. Oktober 1882 aufgelöst. Als Volksvertretung diente seit 1876 der Provinziallandtag Schleswig-Holstein.

## Mitglieder
Für die Mitglieder siehe die Kategorie:Mitglied der Ritter- und Landschaft (Lauenburg).

### Erblandmarschalle
- Werner von Bülow[4]
- Bernd von Bülow, der Ältere
- Bernd von Bülow, der Jüngere
- Joachim von Bülow, der Ältere († 1587)
- Friedrich von Bülow († 1597)
- Joachim von Bülow, der Jüngere (* 1585; † 1643)
- Jakob von Bülow (* 1626; † 1681)
- Joachim Werner von Bülow (* 1653; † 1724)
- Jakob Dietrich von Bülow (* 1689; † 1731)
- Detleff von Bülow (* 1717; † 1795)
- Georg Ludwig von Bülow (* 1751; † 1822)
- Adolf Gottlieb von Bülow (* 1795; † 1841)
- 1841–1848 Vizelandmarschall Friedrich Franz von Bülow (* 1788; † 1848)
- 1849–1853 Vakanz (→ Landesversammlung (Lauenburg))
- 1853–1858 Vizelandmarschall Ludwig von Kielmansegg (1798–1873)[5]
- ab 1858: Friedrich Gottlieb von Bülow (* 1831; † 1898)

## Landräte ab 1854
- Ludwig von Kielmansegg auf Gülzow
- Ernst Philipp Berckemeyer auf Thurow (heute Ortsteil von Roggendorf (Mecklenburg))

### Mitglieder der Wahlperiode ab 1854
| Kurie, Wahlbezirk             | Abgeordneter                                                                  |
| ----------------------------- | ----------------------------------------------------------------------------- |
| Ritterschaft                  | Gutsbesitzer Ernst Barthold von Schrader auf Rondeshagen und Kulpin           |
| Ritterschaft                  | Gutsbesitzer Ottocar Hartwig Christian von Witzendorff auf Zecher und Seedorf |
| Ritterschaft                  | Gutsbesitzer Ernst Philipp Berckemeyer auf Thurow                             |
| Ritterschaft                  | Dr. jur. Julius Heinrich von Hollen auf Tüschenbeck                           |
| Ritterschaft                  | Gutsbesitzer Baron Joseph von Brusselle auf Basthorst                         |
| Stadt Ratzeburg, Magistrat    | Bürgermeister Wilhelm Ludwig Jürgens                                          |
| Stadt Ratzeburg, Bürgerschaft | Stadtsekretär Joachim Jacob Richter                                           |
| Stadt Lauenburg, Magistrat    | Senator Johann Christian Basedow                                              |
| Stadt Lauenburg, Bürgerschaft | Kaufmann Russow                                                               |
| Stadt Mölln, Magistrat        | Bürgermeister Wilhelm Dahm                                                    |
| Stadt Mölln, Bürgerschaft     | entfällt                                                                      |
| Wahlbezirk Ratzeburg          | Bauernvogt Ehlers in Kühsen                                                   |
| Wahlbezirk Ratzeburg          | Rudolph, Besitzer des Fürstenhofs in Grönau                                   |
| Wahlbezirk Schwarzenbeck      | Bauervogt August Friedrich Thölcke in Kuddewörde                              |
| Wahlbezirk Steinhorst         | Bauernvogt Grote in Castorf                                                   |
| Wahlbezirk Lauenburg          | Hufner Friedrich Christoph Georg Homburg in Lütau                             |

### Mitglieder der Wahlperiode ab 1860
| Kurie, Wahlbezirk             | Abgeordneter |
| ----------------------------- | --- |
| Ritterschaft                  | Gutsbesitzer Ernst Barthold von Schrader auf Rondeshagen und Kulpin                                                       |
| Ritterschaft                  | Gutsbesitzer und ritterschaftlicher Konsistorialassessor Ottocar Hartwig Christian von Witzendorff auf Zecher und Seedorf |
| Ritterschaft                  | Gutsbesitzer Baron Joseph von Brusselle auf Basthorst († 1862), Nachfolger Carl Stolterfoht auf Kastorf                   |
| Ritterschaft                  | Gutsbesitzer und Hofjägermeister Dr. jur. Julius Heinrich von Hollen auf Tüschenbeck                                      |
| Ritterschaft                  | Gutsbesitzer, Kammerherr und Hofjägermeister Graf Hans Hartwig Ernst von Bernstorff-Gyldensteen auf Wotersen und Lanken   |
| Stadt Ratzeburg, Magistrat    | Senator Otto Carl Friedrich Thiele                                                                                        |
| Stadt Ratzeburg, Bürgerschaft | entfiel |
| Stadt Lauenburg, Magistrat    | Bürgermeister Johann Christian Basedow                                                                                    |
| Stadt Lauenburg, Bürgerschaft | Justizrat Christian Friedrich Callisen                                                                                    |
| Stadt Mölln, Magistrat        | Bürgermeister Wilhelm Dahm                                                                                                |
| Stadt Mölln, Bürgerschaft     | Kaufmann August Dahm |
| Wahlbezirk Ratzeburg          | Hofbesitzer Rudolph von Gundlach in Grönau                                                                                |
| Wahlbezirk Ratzeburg          | Vollhufner Johann Friedrich Heinrich Hardekopf in Kühsen                                                                  |
| Wahlbezirk Schwarzenbeck      | Bauervogt August Friedrich Thölcke in Kuddewörde                                                                          |
| Wahlbezirk Steinhorst         | Vollhufner Johann Jochen Friedrich Grote in Sandesneben                                                                   |
| Wahlbezirk Lauenburg          | Hufner Friedrich Christoph Georg Homburg in Lütau                                                                         |

### Mitglieder ab 1866
Wahl vom 3. März 1866
| Kurie, Wahlbezirk             | Abgeordneter |
| ----------------------------- | --- |
| Ritterschaft                  | Gutsbesitzer, Kammerherr und Hofjägermeister Graf Hans Hartwig Ernst von Bernstorff-Gyldensteen auf Wotersen und Lanken |
| Ritterschaft                  | Gutsbesitzer und Hofjägermeister Dr. jur. Julius Heinrich von Hollen auf Tüschenbeck                                    |
| Ritterschaft                  | Gutsbesitzer Carl Stolterfoht auf Kastorf                                                                               |
| Ritterschaft                  | Gutsbesitzer Oskar Ferdinand von Walcke-Schuldt auf Niendorf und Goldensee                                              |
| Ritterschaft                  | Gutsbesitzer Detlev von Bülow auf Klein Berkenthin                                                                      |
| Stadt Ratzeburg, Magistrat    | Senator Otto Carl Friedrich Thiele                                                                                      |
| Stadt Ratzeburg, Bürgerschaft | Tapezier Meyer |
| Stadt Lauenburg, Magistrat    | Bürgermeister Johann Christian Basedow                                                                                  |
| Stadt Lauenburg, Bürgerschaft | entfiel |
| Stadt Mölln, Magistrat        | Senator Thomann |
| Stadt Mölln, Bürgerschaft     | Kaufmann D. Michelsen                                                                                                   |
| Wahlbezirk Ratzeburg          | Bauervogt Diestel, Schmilau                                                                                             |
| Wahlbezirk Ratzeburg          | Hufner Johann Friedrich Heinrich Hardekopf in Kühsen                                                                    |
| Wahlbezirk Schwarzenbeck      | Bauervogt August Friedrich Thölcke in Kuddewörde                                                                        |
| Wahlbezirk Steinhorst         | Vollhufner Johann Jochen Friedrich Grote in Sandesneben                                                                 |
| Wahlbezirk Lauenburg          | Bauervogt Jenkel in Witzeeze                                                                                            |

### Privater Verein
Die Ritterschaft des Herzogtums Lauenburg existiert als privater Verein bis heute. Ähnlich wie bei den Niedersächsischen Ritterschaften, die als Körperschaften des Öffentlichen Rechts Bestandteile der Landschaften (und zwar der Landschaften und Landschaftsverbände in Niedersachsen) sind, sind Mitglieder der Ritterschaft des Herzogtums Lauenburg die jeweiligen Besitzer der bei der Ritterschaft immatrikulierten Rittergüter im Kreis Herzogtum Lauenburg, und zwar unabhängig davon, ob diese Familien dem historischen Adels- oder Bürgerstand zuzurechnen sind. Als Vorsitzender fungiert weiterhin der „Erblandmarschall von Bülow auf Gudow“, derzeit Detlev Werner von Bülow (* 1954).